# Doris Miller
Doris Miller (Waco, Texas; 12 de octubre de 1919-Islas Gilbert, 24 de noviembre de 1943) fue el primer militar afroestadounidense en ser condecorado con la Cruz de la Armada por su valor durante el ataque a Pearl Harbor en 1941.

## Biografía
Era hijo de Henrietta y Coonery Miller, quienes se dedicaban a una granja de algodón. Trabajó junto con su padre e intentó dedicarse al football y a la agricultura; pero su sueño era convertirse en marino. A los 19 años viajó a Dallas y fue admitido en la Marina de los Estados Unidos como ayudante de cocina firmando un contrato por 6 años de servicio recibiendo entrenamiento básico en la Estación de Entrenamiento Naval en Norfolk; terminado su entrenamiento, en noviembre de 1939 fue destinado al USS Pyro, un buque de municionamiento. En enero de 1940 fue destinado al USS West Virginia, donde pronto destacó como boxeador nato.
A los 22 años era ayudante de cocina de tercera clase del USS West Virginia y campeón local de boxeo a bordo, . Además de su puesto en la cocina, era municionador de un puesto de arma antiaérea en el acorazado de lado de babor.
El 7 de diciembre de 1941, durante el ataque de los japoneses a Pearl Harbor, su puesto fue conmocionado por un torpedo y sus sirvientes puestos fuera de combate, Miller cogió un arma antiaérea que no se estaba usando (no estaba entrenado para usarla) y con ella derribó dos aviones japoneses acreditados demostrando una asombrosa puntería. 
Con ello salvó la vida de su capitán, Mervyn S. Bennion y al Segundo Oficial al mando durante un ataque aéreo. Por ello fue el primer afroamericano en recibir la Cruz de la Armada de manos del almirante en jefe, Chester W. Nimitz quien elogió el poder prender una medalla de alto reconocimiento en el pecho de Miller. 
Sirvió en el USS Indianápolis como ayudante de cocina de segunda por espacio de 17 meses y luego trasladado al USS Liscome Bay como cocinero de primera clase.
Murió durante la batalla de Tarawa, el 24 de noviembre de 1943 a bordo del USS Liscome Bay, unidad que fue torpedeada por el submarino japonés I-175 cerca de las isla de Butaritari, una de las islas Gilbert. El portaaviones resultó destruido y solo se salvaron 273 hombres de un total de 591 miembros de la tripulación.
Además recibió el galardón de Corazón Púrpura y la Medalla de la Victoria.

## En la cultura popular
En 1973, una fragata de los Estados Unidos llevó su apellido, el USS Miller y en 2001, en la película Pearl Harbor, el actor afroamericano, Cuba Gooding Jr. lo interpretó a bordo del USS West Virginia. También llevará su nombre el futuro portaviones Doris Miller, que será operativo en torno a 2030.